# Curt Alexander von Schönberg
Curt Alexander von Schönberg (* 5. Mai 1703 in Dresden; † 10. Juni 1761 in Freiberg) war kursächsischer Kammerherr, Oberberghauptmann und russischer Generalbergdirektor.

## Leben
Alexander von Schönberg entstammte dem sächsischen Adelsgeschlecht derer von Schönberg und war der Sohn von Adam Friedrich von Schönberg (1654–1707). Er war Herr auf Oberschöna, Linda und Naundorf.
Am 11. November 1732 wurde er zum kursächsischen Berghauptmann ernannt. In Nachfolge des am 24. März 1733 wegen Kränklichkeit pensionierten Carl Christian von Tettau erhielt Curt Alexander von Schönberg am 26. Januar 1734 die Ernennung zum Oberberghauptmann. Im Jahre 1736
wurde von Schönberg als Generalbergdirektor in den Dienst der russischen Zarin Anna Iwanowna abgesandt und reiste mit einer Gruppe von 46 kursächsischen Berg- und Verwaltungsleuten nach Sankt Petersburg. Durch ein fehlgeschlagenes Bergbauunternehmen in Lappland verlor von Schönberg sein Vermögen; er fiel zudem bei der neuen Zarin Elisabeth in Ungnade und wurde für zwei Jahre inhaftiert. Bis zu seiner Entlassung aus russischer Haft im Jahre 1745 verwaltete zunächst der Berghauptmann Hans Carl von Kirchbach und ab 1742 der Oberbergamts-Director Caspar Siegmund von Berbisdorff die Geschäfte des Oberberghauptmanns.